# The Crusades
The Crusades és una pel·lícula estatunidenca dirigida per Cecil B. DeMille, estrenada el 1935.

## Argument
El Rei Ricard i la tercera Croada (1190-1192) són tractats per DeMille més com un 
espectacle que com un relat històric: Ricard Cor de Lleó marxa a les Croades per eludir el seu casament amb la princesa Alice de França, i pel camí contreu matrimoni amb Berenguera per proporcionar menjar als seus homes. Tot es complica quan Berenguera és raptada per Saladí.

## Repartiment
- Loretta Young: Berenguera de Navarra
- Henry Wilcoxon: Ricard Cor de Lleó
- Ian Keith: Saladí
- Charles Aubrey Smith: L'ermità
- Katherine Demille: Princesa Alice de França
- Joseph Schildkraut: Conrad de Montferrat
- Alan Hale: Blondel, el trobador
- C. Henry Gordon: Felip II de França
- George Barbier: Sanç VI de Navarra
- Montagu Love: El ferrer
- Pedro de Cordoba: Karakush
- Mischa Auer: El monjo
- Lumsden Hare: Comte Robert de Leicester
- William Farnum: Hugo, Duc de Burgonya
- J. Carrol Naish: Esclau àrab
- Hobart Bosworth: Frederick, Duc dels germànics